# 孽海花
《孽海花》是清末民初時的作家曾樸自1904年開始創作的中文小說，寫交際花賽金花與清末政局。魯迅在《中國小說史略》中稱，劉鶚的《老殘遊記》、李寶嘉的《官場現形記》、吳趼人的《二十年目睹之怪現狀》和曾樸的《孽海花》為「晚清四大譴責小說」。
| 晚清四大谴责小说 | 晚清四大谴责小说   |
| 作者             | 作品               |
| ---------------- | ------------------ |
| 刘鹗             | 老残游记           |
| 李寶嘉           | 官場現形記         |
| 吳趼人           | 二十年目睹之怪現狀 |
| 曾樸             | 孽海花             |

## 成书过程
曾樸筆名「東亞病夫」，江蘇常熟人。光緒三十年（1904年），曾樸與徐念慈等人在上海創立小說林書社，開始续写長篇小說《孽海花》。《孽海花》原为金松岑（金天翮，筆名爱自由者）应东京的江苏留日学生办的《江苏》杂志之约而作，但金松岑不擅長寫小說，只寫了開頭六回，後來曾樸接手續成。原本二人共同酌定全書六十回，曾樸只花了三個月，一口氣寫了二十回，1904年此二十回出版。1907年《小说林》杂志创刊后，曾朴又续写了五回（21~25回），以后中辍。1927年《真美善》杂志创刊，曾朴拋棄原先的21~25回，自21回重写，至1930年写至35回。1931年曾朴回常熟养病，委托常去看望的同乡张鸿续写，张鸿棄原先的31~35回，自31回重写，用两年的时间写完30回的《续孽海花》，于1938年在《上海晚报》连载，经过整理后于1941年正式出版。

## 賞析
《孽海花》故事場景廣闊，除了中國本土之外，還遠及德國、俄羅斯等國。當時俄國想吞噬中國東北，清廷外交大臣洪鈞出使欧洲時，入俄人局，重金购得假边疆地图，至缔约时失地无数，為言官所劾。本部小說的主角即是以洪鈞與賽金花（傅彩雲）為出發點。八國聯軍入北京，天子、太后西逃西安，命李鴻章與洋人議和；但因德軍堅持慈禧太后以命抵命，和議遂陷入困頓。李鴻章求助於賽金花，向與賽金花有舊交情的八國聯軍統帥瓦德西疏通，終使辛丑條約的簽定問題順利解決。
《孽海花》全書寫了二百多個人物，從最高統治者慈禧太后、光緒皇帝，到達官名流，到下層社會的妓女、小廝、小偷，直至德國的交際場，風靡一時，形成“賽金花熱”。《負暄絮語》說：“近來新撰小說，風起雲湧，無慮千百種，固自不乏佳構。而才情縱逸，寓意深遠者，以《孽海花》為巨擘。”魯迅《中國小說史略》稱其“結構工巧，文采斐然”，把它列為清末之譴責小說之一。胡适對此書評價不高，以為：“《孽海花》一書……但可居第二流”。夏志清很佩服胡適的看法。